# Enicar
Enicar is een horlogemerk, oorspronkelijk uit Zwitserland.  Enicar is naar verluidt een van de top 10 van geïmporteerde horlogemerken in China, hoewel het merk geen distributie buiten Azië heeft.

## Geschiedenis
Ariste Racine richtte in 1914 het bedrijf Racine Watch Co. op. in de Zwitserse stad La Chaux-de-Fonds. De familie Racine was al in de 18e eeuw bekend in de horlogemakerij. Ze waren Franstalig en woonden in de Zwitserse Jura, evenals Lamboing in het kanton Bern en Grenchen in het kanton Solothurn. Er waren veel horlogefabrikanten waarbij een familielid van Racine betrokken was, hoewel slechts een paar de familienaam daadwerkelijk gebruikten. Een daarvan, Jules Racine Sr., had de familienaam geregistreerd als horlogemerk. Het daarom niet mogelijk horloges met de naam Racine te verkopen. Emma stelde voor om de familienaam om te draaien, en het merk Enicar werd geregistreerd op 6 januari 1914. Ariste Racine voerde aanvankelijk een kleine operatie vanuit de familiewoning voordat hij een klein radiumlaboratorium toevoegde en verhuisde naar zijn moeders huis in Longeau (nu Lengnau) in het kanton Bern.
Ariste Racine en zijn bedrijf hadden het eerste succes met een druppelvormig zakhorloge met een tweede opening voor een kompas of foto. Deze werden over de hele wereld geëxporteerd en waren vooral populair in Duitsland, Rusland en China. Ariste's broer Oskar Racine voegde zich bij het bedrijf en ze openden een fabriek in Longeau. 
Enicar bouwde tussen 1913 en 1987 polshorloges, zakhorloges, duikhorloges, racehorloges en pilotenhorloges in de fabriek in Longeau. Het horlogehuis Enicar stond qua prestige en productieaantallen in de schaduw van de grote Zwitserse horlogehuizen.

### Faillissement en toekomst als Chinees merk
Het merk ging in 1987 ten onder in de kwartscrisis, waarbij de horlogemarkt in de jaren '70 en '80 overspoeld werd door goedkope kwartsuurwerken uit Japan. Op 13 november 1987 werd Enicar failliet verklaard. De overige horloges en uurwerken werden verkocht aan Gerd-Ruediger Lang en vormden de basis van de firma Chronoswiss.
In 1988 werd de merknaam gekocht door Wah Ming Hong Ltd. uit Hong Kong. Dit bedrijf is sinds de jaren dertig Enicars distributeur in China. Het merk had succes op de Chinese markt, dit is momenteel ook de geografische focus van het bedrijf. Het merk adverteert als "Enicar uit Zwitserland" en heeft een adres in La Chaux-de-Fonds, hoewel de exacte omstandigheden van de productie niet bekend zijn. 